# Agapito Ramos
Agapito Ramos Cuenca (Madrid, 17 de agosto de 1941) es un político español del Partido Socialista Obrero Español.

## Biografía
Tras licenciarse en Derecho, se dedicó al ejercicio de la abogacía hasta que, entrada la década de 1980, se incorpora a la actividad política en el Partido Socialista Obrero Español. En 1983, con motivo de la formación del primer Gobierno de la Comunidad de Madrid, Joaquín Leguina le nombra consejero de Trabajo, Industria y Comercio. Tras la I Legislatura, fue nombrado, en 1987, consejero de Presidencia, cargo que mantiene hasta 1995. Es decir, formó parte de los gobiernos autonómicos durante los doce años que el PSOE se mantuvo en el ejecutivo madrileño.
En la IV Legislatura (1995-1999) mantuvo su escaño, retirándose después de la vida política.
Fue miembro del Consejo de Administración del Canal de Isabel II durante 20 años, hasta 2015.